# أندريه بهية
أندريه بهية (بالبرتغالية: André Bahia) (24 نوفمبر 1983 في ريو دي جانيرو في البرازيل – )؛ هو لاعب كرة قدم سابق كان يلعب كمدافع.

## وصلات خارجية
- أندريه بهية على موقع اتحاد تركيا (لاعب) (الإنجليزية)
- أندريه بهية على موقع رابطة كرة القدم اليابانية للمحترفين (اليابانية)
- أندريه بهية على موقع قاعدة بيانات كرة القدم.إي يو (الإنجليزية)
- أندريه بهية على موقع Soccerway.com (الإنجليزية)
- أندريه بهية على موقع عالم كرة القدم.نت (الإنجليزية)